# Ratelleeuwerik
De ratelleeuwerik (Amirafra rufocinnamomea, synoniem Mirafra rufocinnamomea) is een zangvogel uit de familie Alaudidae (leeuweriken). De vogel komt voor in grote delen van Sub-Saharisch Afrika. De vogel klappert tijdens het zingen met de vleugels en dat veroorzaakt ratelend geluid.

## Kenmerken
De vogel is 14 tot 15 cm lang en weegt 21 tot 32 g. Het is een vrij kleine, donkere leeuwerik met een onopvallende, lichte, iets roodbruin gekleurde wenkbrauwstreep. De nominaat is van boven roodbruin met duidelijke zwarte strepen. De vleugelpennen hebben roodbruine randen. De keel is vrij licht, de rest van de borst en buik zijn donkerder roodbruin met donkere vlekken. Het vrouwtje is iets kleiner, maar verschilt verder niet van het mannetje. De diverse ondersoorten verschillen onderling sterk in de tekening op de rug en de kleur van de veren op buik en borst. M. r. pintoi is relatief donker van onder en de ondersoort M. r. sobatensis is relatief licht van onder maar weer donkerder gestreept van boven.

## Verspreiding en leefgebied
Deze soort komt voor in een groot deel van Afrika en telt 15 ondersoorten:
- A. r. buckleyi: van zuidelijk Mauritanië en Senegal tot noordelijk Kameroen.
- A. r. serlei: zuidoostelijk Nigeria.
- A. r. tigrina: van oostelijk Kameroen tot noordelijk Congo-Kinshasa.
- A. r. furensis: het westelijke deel van Centraal-Soedan.
- A. r. sobatensis: centraal Soedan.
- A. r. rufocinnamomea: noordwestelijk en centraal Ethiopië.
- A. r. omoensis: zuidwestelijk Ethiopië.
- A. r. torrida: van zuidoostelijk Soedan en zuidelijk Ethiopië tot noordelijk Oeganda, centraal Kenia en centraal Tanzania.
- A. r. kawirondensis: oostelijk Congo-Kinshasa, westelijk Oeganda en westelijk Kenia.
- A. r. fischeri: van Angola, zuidelijk Congo-Kinshasa, noordelijk Zambia en noordelijk Mozambique, noordelijk via oostelijk Tanzania, oostelijk Kenia tot zuidelijk Somalië.
- A. r. schoutedeni: Gabon en de Centraal-Afrikaanse Republiek tot westelijk Congo-Kinshasa en noordwestelijk Angola.
- A. r. lwenarum: noordwestelijk Zambia.
- A. r. smithersi: noordelijk Zambia, Zimbabwe, noordoostelijk Botswana en noordelijk Zuid-Afrika.
- A. r. pintoi: zuidelijk Mozambique, Swaziland en noordoostelijk Zuid-Afrika.
- A. r. mababiensis: van westelijk Zambia tot centraal Botswana.

Het leefgebied bestaat uit niet te droog tot vrij vochtig half open bebost gebied en bossavanne. De dichtheid is het hoogst in gebieden die redelijk bebost zijn. De vogel mijdt in cultuur gebracht land.

## Status
De ratelleeuwerik heeft een groot verspreidingsgebied en daardoor is de kans op de status  kwetsbaar (voor uitsterven) gering. De grootte van de wereldpopulatie is niet gekwantificeerd. De vogel gaat waarschijnlijk in aantal achteruit omdat veel van het leefgebied wordt omgezet in bouwland. Echter, het tempo ligt onder de 30% in tien jaar (minder dan 3,5% per jaar) en er blijft echter genoeg geschikt savannelandschap over in de natuurparken. Om deze redenen staat deze soort leeuwerik als niet bedreigd op de Rode Lijst van de IUCN.